# Lipiński III

Lipiński III

Lipiński IIIa

Lipiński III (Szur, Szchur, Schur-Lipiński, Szur-Lipiński, Namiot odmienny) – kaszubski herb szlachecki, odmiana herbu Namiot.

## Opis herbu
Opis z wykorzystaniem zasad blazonowania, zaproponowanych przez Alfreda Znamierowskiego:
Lipiński III (Szur, Schur, Schur-Lipinski, Szur-Lipiński, Namiot odmienny): W polu czerwonym namiot srebrny na podporze złotej, z kopułą w pasy złote, z jabłkiem i krzyżem na szczycie. Klejnot: nad hełmem w koronie ramię zbrojne z mieczem, wsparte na łokciu. Labry czerwone, podbite srebrem.
Lipiński III a (Szur, Szchur, Szur-Lipiński, Namiot odmienny): W polu czerwonym namiot srebrny na podporze złotej z kopułą w pasy złote, zakończoną gałką złotą. Klejnot: nad hełmem w koronie ramię zbrojne z szablą w lewo, wzniesione do cięcia. Labry czerwone, podbite srebrem.

## Najwcześniejsze wzmianki
Wariant podstawowy wymieniany przez Ostrowskiego (Księga herbowa rodów polskich) oraz przez Chrząńskiego (Tablice odmian herbowych). Wariant odmienny pochodzić ma z pieczęci z przełomu XVIII i XIX wieku.

## Herbowni
Lipiński (Lipinski) z przydomkiem Szur (Schur).